# Národní park Aigüestortes i Estany de Sant Maurici
Národní park Aigüestortes i Estany de Sant Maurici (katalánsky Parc Nacional d'Aigüestortes i Estany de Sant Maurici, španělsky Parque nacional de Aiguas Tortas y Lago de San Mauricio) je španělský národní park na severovýchodě země, v Katalánsku. Leží ve Středních Pyrenejích. Park má rozlohu 141 km², 267 km² tvoří okrajová zóna parku.

## Geografie
Park tvoří především pyrenejské horské masívy s výškou okolo 3 000 m, nejvyšší bod je Pic de Comaloforno (3 029 m). Dále se zde nachází okolo 200 jezer, většina ledovcového původu. Turistické centrum parku je v obcích Espot a Boí. Přibližně 25 km západně od parku leží nejvyšší hora Pyrenejí Pico de Aneto (3 404 m), 70 km severozápadně pak leží druhý ze španělských národních parků v Pyrenejích Ordesa y Monte Perdido.